# آنالوگ عملکردی (شیمی)
در شیمی و فارماکولوژی، آنالوگ‌های عملکردی(به انگلیسی: Functional analog) ترکیبات شیمیایی هستند که خواص فیزیکی، شیمیایی، بیوشیمیایی یا دارویی مشابهی دارند. آنالوگ های عملکردی لزوما آنالوگ های ساختاری با ساختار شیمیایی مشابه نیستند. نمونه‌ای از آنالوگ‌های عملکردی فارماکولوژیک مورفین، هروئین و فنتانیل هستند که مکانیسم اثر یکسانی دارند، اما فنتانیل از نظر ساختاری کاملاً با دو ترکیب دیگر متفاوت است.

مورفین
هروئین
فنتانیل